# سوچتا پر آتسیونی
سوچتا پر آتسیونی (به ایتالیایی: Società per azioni) (اس.پی.ای. یا اسپا (به ایتالیایی: S.p.A. or spa)) شکلی از کورپوریشن در ایتالیا به معنای «شرکت با سهام» است (اگرچه اغلب به عنوان «شرکت سهامی» ترجمه می‌شود که ممکن است یک نهاد با مسئولیت محدود باشد یا نباشد). کم و بیش، معادل اس.ای. یا شرکت عمومی محدود در کشورهای دیگر است.
از سال ۲۰۱۶، بانک‌ها موظفند که اگر دارایی آنها بیش از یک آستانه تعریف شده باشد، به عنوان اسپا اداره شوند.